# Campeonato sanmarinense 2016-17
El Campeonato sanmarinense 2016-17 fue la edición número 32 del Campeonato sanmarinense de fútbol. La temporada comenzó el 9 de septiembre de 2016 y terminó el 20 de mayo de 2017 con los play-offs de campeonato. La Fiorita conquistó su 4º título tras ganar en la final al Tre Penne por un marcador de 2-1.
El torneo consta de dos etapas. En la fase regular los quince equipos se dividen en 2 grupos, uno de 8 y otro de 7 participantes. dentro de los grupos los equipos jugaran dos entre sí dos veces, y una vez contra los equipos que no pertenecen a su grupo. Al final de la fase regular los tres primeros de cada grupo se clasificarán a los play-offs de campeonato, el ganador de los play-offs se proclamara campeón y se clasificará a la primera ronda de la Liga de Campeones 2017-18, el perdedor de la final se clasificará a la primera ronda de la Liga Europea 2017-18. Un segundo cupo para la Liga Europea 2017-18 será asignado al campeón de la Copa de San Marino.
La composición de los grupos fue dada a conocer el 27 de agosto de 2016.

## Equipos participantes
| Pos.   | Equipo         | Ciudad         |
| ------ | -------------- | -------------- |
| 1 (GA) | La Fiorita     | Montegiardino  |
| 1 (GB) | Tre Penne      | Serravalle     |
| 2 (GA) | Pennarossa     | Chiesanuova    |
| 2 (GB) | Tre Fiori      | Fiorentino     |
| 3 (GA) | Juvenes/Dogana | Serravalle     |
| 3 (GB) | Folgore        | Serravalle     |
| 4 (GA) | Libertas       | Borgo Maggiore |
| 4 (GB) | Fiorentino     | Fiorentino     |
| 5 (GA) | Cosmos         | Serravalle     |
| 5 (GB) | Domagnano      | Domagnano      |
| 6 (GA) | Cailungo       | Borgo Maggiore |
| 6 (GB) | Virtus         | Acquaviva      |
| 7 (GA) | Faetano        | Faetano        |
| 7 (GB) | Murata         | San Marino     |
| 8 (GA) | San Giovanni   | Borgo Maggiore |

## Fase Regular
Actualizado el 14 de abril de 2017.

### Grupo A
| Pos. | Equipo         | PJ | PG | PE | PP | GF | GC | DG  | Pts. | Clasificado a           |
| ---- | -------------- | -- | -- | -- | -- | -- | -- | --- | ---- | ----------------------- |
| 1    | La Fiorita     | 20 | 14 | 2  | 4  | 51 | 22 | +29 | 44   | play-offs de campeonato |
| 2    | Virtus         | 20 | 12 | 5  | 3  | 38 | 19 | +19 | 41   | play-offs de campeonato |
| 3    | Juvenes/Dogana | 20 | 8  | 7  | 5  | 27 | 22 | +5  | 31   | play-offs de campeonato |
| 4    | Fiorentino     | 20 | 7  | 9  | 4  | 22 | 18 | +4  | 30   |                         |
| 5    | Cosmos         | 20 | 8  | 4  | 8  | 36 | 36 | 0   | 28   |                         |
| 6    | Tre Fiori      | 20 | 6  | 4  | 10 | 31 | 41 | −10 | 22   |                         |
| 7    | Faetano        | 20 | 4  | 4  | 12 | 16 | 33 | -17 | 16   |                         |

### Grupo B
| Pos. | Equipo       | PJ | PG | PE | PP | GF | GC | DG  | Pts. | Clasificado a           |
| ---- | ------------ | -- | -- | -- | -- | -- | -- | --- | ---- | ----------------------- |
| 1    | Libertas     | 21 | 14 | 5  | 2  | 37 | 13 | +24 | 47   | play-offs de campeonato |
| 2    | Tre Penne    | 21 | 12 | 7  | 2  | 43 | 15 | +28 | 43   | play-offs de campeonato |
| 3    | Folgore      | 21 | 13 | 4  | 4  | 53 | 15 | +38 | 43   | play-offs de campeonato |
| 4    | Domagnano    | 21 | 11 | 3  | 7  | 44 | 26 | +18 | 36   |                         |
| 5    | Murata       | 21 | 6  | 2  | 13 | 28 | 50 | −22 | 20   |                         |
| 6    | Pennarossa   | 21 | 2  | 4  | 15 | 23 | 61 | −38 | 10   |                         |
| 7    | Cailungo     | 21 | 2  | 3  | 16 | 20 | 52 | −32 | 9    |                         |
| 8    | San Giovanni | 21 | 1  | 5  | 15 | 15 | 61 | −46 | 8    |                         |

## Resultados
|                | CAI | COS | DOM | FAE | FIO | FOL | J/D | LFI | LIB | MUR | PEN | SGI | TFI | TPE | VIR |
| -------------- | --- | --- | --- | --- | --- | --- | --- | --- | --- | --- | --- | --- | --- | --- | --- |
| Cailungo       |     | 0–4 | 1–3 | 3–1 | 0–1 | 1–4 | 2–3 | 1–5 | 0–2 | 4–1 | 2–2 | 0–1 |     | 0–1 | 0–3 |
| Cosmos         |     |     | 1–5 | 1–0 | 1–3 | 0–0 | 0–2 | 2–3 |     |     |     | 5–1 | 3–2 |     | 3–1 |
| Domagnano      | 4–1 |     |     |     | 2–0 | 0–2 | 1–1 |     | 0–1 | 2–2 | 5–0 | 3–0 | 3–0 | 0–1 | 0–1 |
| Faetano        |     | 3–1 | 0–3 |     | 0–1 |     | 1–3 | 1–0 | 1–2 |     | 4–2 |     | 1–1 | 0–0 | 1–2 |
| Fiorentino     |     | 3–1 |     | 0–0 |     | 2–2 | 0–0 | 1–2 |     | 2–1 | 1–1 | 3–0 | 2–2 |     | 0–2 |
| Folgore        | 7–0 |     | 4–0 | 3–0 |     |     | 0–1 |     | 1–2 | 5–0 | 3–0 | 6–1 |     | 0–1 |     |
| Juvenes/Dogana |     | 1–1 |     | 0–0 | 0–0 |     |     | 0–1 | 0–0 | 2–1 | 3–0 |     | 3–2 |     | 1–2 |
| La Fiorita     |     | 3–3 | 3–0 | 2–0 | 1–2 | 2–1 | 2–1 |     | 0–2 |     |     | 4–0 | 3–2 | 0–2 | 1–1 |
| Libertas       | 3–2 | 3–0 | 4–1 |     | 2–0 | 1–1 |     |     |     | 2–0 | 3–1 | 0–0 | 4–0 | 0–1 | 0–2 |
| Murata         | 1–0 | 0–1 | 2–4 | 2–1 |     | 0–3 |     | 0–4 | 0–2 |     | 5–1 | 5–2 | 1–3 | 1–1 |     |
| Pennarossa     | 1–1 | 0–5 | 1–4 |     |     | 0–1 |     | 1–4 | 1–2 | 2–3 |     | 2–2 |     | 1–7 |     |
| San Giovanni   | 1–1 |     | 0–0 | 1–2 |     | 0–4 | 1–3 |     | 2–2 | 1–2 | 0–4 |     | 1–2 | 0–5 | 0–4 |
| Tre Fiori      | 2–1 | 0–1 |     | 4–0 | 0–0 | 1–2 | 3–2 | 1–6 |     |     | 4–1 |     |     | 0–2 | 1–1 |
| Tre Penne      | 2–0 | 5–2 | 1–4 |     | 1–1 | 2–2 | 0–0 |     | 0–0 | 6–0 | 0–2 | 4–1 |     |     | 1–1 |
| Virtus         |     | 1–1 |     | 2–0 | 0–0 | 1–2 | 5–1 | 1–5 |     | 2–1 | 2–0 |     | 4–1 |     |     |

## Play-offs de campeonato
Será jugado por los tres primeros de cada grupo, el ganador de la final se proclamará campeón.
- Folgore
- Juvenes/Dogana
- La Fiorita
- Libertas
- Tre Penne
- Virtus

### Primera Ronda
| 29 de abril de 2017 | Virtus | 1 - 2   | Folgore | Campo di Fiorentino, Fiorentino |                           |
|                     |        | Reporte |         | Árbitro(s): L. Nascimento       | Árbitro(s): L. Nascimento |

| 29 de abril de 2017 | Tre Penne | 2 - 3   | Juvenes/Dogana | Campo sportivo di Fonte dell'Ovo, San Marino |                            |
|                     |           | Reporte |                | Árbitro(s): Pedro Carvalho                   | Árbitro(s): Pedro Carvalho |

### Segunda Ronda
| 3 de mayo de 2017 | Folgore | 0 - 0 (3 - 0 p.) | Juvenes/Dogana | Campo sportivo di Fonte dell'Ovo, San Marino |                         |
|                   |         | Reporte          |                | Árbitro(s): M. Cruciani                      | Árbitro(s): M. Cruciani |

| 5 de mayo de 2017 | Virtus | 0 - 1   | Tre Penne | Campo sportivo di Fonte dell'Ovo, San Marino |                            |
|                   |        | Reporte |           | Árbitro(s): R. Del Vecchio                   | Árbitro(s): R. Del Vecchio |

### Tercera Ronda
| 6 de mayo de 2017 | Libertas | 0 - 1   | La Fiorita | Campo sportivo di Fonte dell'Ovo, San Marino |                        |
|                   |          | Reporte |            | Árbitro(s): D. D’Adamo                       | Árbitro(s): D. D’Adamo |

| 9 de mayo de 2017 | Tre Penne | 3 - 1   | Juvenes/Dogana | Campo sportivo di Fonte dell'Ovo, San Marino |                         |
|                   |           | Reporte |                | Árbitro(s): M. Scarpino                      | Árbitro(s): M. Scarpino |

### Cuarta Ronda
| 12 de mayo de 2017 | La Fiorita | 2-0     | Folgore | Campo sportivo di Fonte dell'Ovo, San Marino |  |
|                    |            | Reporte |         |                                              |  |

| 13 de mayo de 2017 | Tre Penne | 2-0     | Libertas | Campo sportivo di Fonte dell'Ovo, San Marino |  |
|                    |           | Reporte |          |                                              |  |

### Semifinal
| 16 de mayo de 2017 | Tre Penne | 1-0     | Folgore/Falciano | Campo Sportivo di Fonte dell'ovo, San Marino |  |
|                    |           | Reporte |                  |                                              |  |

| Folgore Clasificado a la Liga Europea 2017-18 |

### Final
| 20 de mayo de 2017 | La Fiorita | 2-1     | Tre Penne | Estadio Olímpico de San Marino, Serravalle |  |
|                    |            | Reporte |           |                                            |  |

| SP La Fiorita Campeón y clasificado a la Liga de Campeones 2017-18 | SP Tre Penne Subcampeón y clasificado a la Liga Europea 2017-18 |

## Goleadores
Actualizado el 21 de mayo de 2017
| Pos. | Jugador          | Equipo         | Goles |
| ---- | ---------------- | -------------- | ----- |
| 1    | Marco Martini    | La Fiorita     | 27    |
| 2    | Andrea Moretti   | Tre Penne      | 21    |
| 3    | Aruci Armando    | Virtus         | 20    |
| 4    | Michael Angelini | Folgore        | 19    |
| 5    | Carlo Chiarabini | Domagnano      | 14    |
| 6    | Massimo Camili   | Tre Fiori      | 12    |
| 7    | Luca Sorrentino  | Juvenes/Dogana | 11    |